# Prima Divisione Sardegna 1945-1946
Il campionato sardo di Prima Divisione 1945-1946 fu la massima espressione del movimento calcistico della Sardegna nella stagione sportiva 1945-1946.
Era gestito dalla Lega Regionale Sarda avente sede a Cagliari.
Le gravissime difficoltà economiche e logistiche che avevano costretto alla separazione dell'isola dal sistema calcistico italiano non furono superate con la fine del conflitto, e anche questo campionato fu fine a sé stesso, senza mettere in palio alcuna promozione alle categorie nazionali.

## Squadre partecipanti

### Squadre partecipanti
| Club                   | Città                      | Stagione precedente |
| ---------------------- | -------------------------- | ------------------- |
| U.S. Aquila            | Cagliari                   |                     |
| S.S. Audax Calangianus | Calangianus (SS)           |                     |
| Aurora                 | Arborea (CA)               |                     |
| A.S. Bacu Abis         | Bacu Abis di Carbonia (CA) |                     |
| U.S. Cagliari          | Cagliari                   |                     |
| G.S. Carbosarda        | Carbonia (CA)              |                     |
| S.S. Carloforte        | Carloforte (CA)            |                     |
| A.S. Macomer           | Macomer (NU)               |                     |
| A.S. Ozieri            | Ozieri (SS)                |                     |
| U.S. Quartu            | Quartu Sant'Elena (CA)     |                     |
| A.C. Sardegna          | Cagliari                   |                     |
| S.P. Tharros, Oristano | Oristano (CA)              |                     |
| S.E.F. Torres          | Sassari                    |                     |

## Classifica finale
|  | Pos. | Squadra           | Pt | G  | V  | N | P  | GF | GS | DR  |
|  | ---- | ----------------- | -- | -- | -- | - | -- | -- | -- | --- |
|  | 1.   | Cagliari          | 45 | 24 | 22 | 1 | 1  | 85 | 18 | +67 |
|  | 2.   | Sardegna          | 34 | 24 | 16 | 2 | 6  | 53 | 30 | +23 |
|  | 3.   | Torres            | 30 | 24 | 13 | 4 | 7  | 46 | 19 | +27 |
|  | 4.   | Ozieri            | 30 | 24 | 14 | 2 | 8  | 48 | 26 | +22 |
|  | 5.   | Carloforte        | 28 | 24 | 13 | 2 | 9  | 42 | 32 | +10 |
|  | 6.   | Carbosarda        | 26 | 24 | 11 | 4 | 9  | 37 | 36 | +1  |
|  | 7.   | U.S. Quartu       | 24 | 24 | 10 | 4 | 10 | 38 | 27 | +11 |
|  | 8.   | Audax Calangianus | 22 | 24 | 11 | 0 | 13 | 33 | 39 | -6  |
|  | 9.   | Macomer           | 20 | 24 | 7  | 6 | 11 | 28 | 43 | -15 |
|  | 10.  | Aquila            | 16 | 24 | 5  | 6 | 13 | 34 | 45 | -11 |
|  | 11.  | Bacu Abis (-2)    | 15 | 24 | 6  | 5 | 13 | 25 | 44 | -19 |
|  | 12.  | Tharros (-2)      | 10 | 24 | 4  | 4 | 16 | 17 | 62 | -45 |
|  | 13.  | Aurora            | 8  | 24 | 3  | 2 | 19 | 23 | 88 | -65 |

Legenda:

      Campione sardo di Prima Divisione 1945-1946.
      Retrocesso in Seconda Divisione.
  Non iscritto la stagione successiva.
Regolamento:
Due punti a vittoria, uno a pareggio, zero a sconfitta.
Pari merito in caso di pari punti.